# Niko Koutouvides
Niko Stelios Koutouvides (New Britain, 25 marzo 1981) è un ex giocatore di football americano statunitense che ha militato nel ruolo di linebacker nella National Football League (NFL).

## Carriera

### Seattle Seahawks
Al college Koutouvides giocò a football all'Università Purdue. Fu scelto nel corso del quarto giro (116º assoluto) del Draft NFL 2004 dai Seattle Seahawks. Vi giocò fino al 2007, raggiungendo il Super Bowl XL nel 2005, perso contro i Pittsburgh Steelers.

### Denver Broncos
Il 3 marzo 2008 Koutouvides firmò un contratto triennale da 7,5 milioni di dollari con i Denver Broncos. Dopo una stagione con la squadra, fu svincolato il 16 febbraio 2009.

### Tampa Bay Buccaneers
Koutouvides firmò con i Tampa Bay Buccaneers il 2 marzo 2009. Nella prima stagione con la squadra divenne uno dei migliori giocatori degli special team dei Bucs.

### New England Patriots
Koutouvides firmò con i New England Patriots il 14 agosto 2011. Fu svincolato il 3 settembre ma rifirmò il 9 novembre 2011, giocando il Super Bowl XLVI negli special team nella sconfitta contro i New York Giants.
Fu svincolato il 31 agosto 2012. IL 19 settembre 2012 rifirmò con la squadra. Il 26 agosto 2013 fu svincolato definitivamente.

## Palmarès

### Franchigia
- National Football Conference Championship: 1

Seattle Seahawks: 2005
- American Football Conference Championship: 1

New England Patriots: 2011